# Chu kỳ Juglar
Chu kỳ Juglar là chu kỳ đầu tư cố định khoảng 7 tới 11 năm được Clément Juglar nhận dạng năm 1862. Trong chu kỳ Juglar người ta có thể quan sát các dao động của các khoản đầu tư vào vốn cố định và không chỉ các thay đổi trong mức sử dụng vốn cố định (và các thay đổi tương ứng trong hàng tồn kho), như được quan sát có liên quan đến chu kỳ Kitchin. Nghiên cứu năm 2010 sử dụng phân tích phổ xác nhận sự hiện diện của các chu kỳ Juglar trong động lực học GDP thế giới.